# Nagai Yume
Nagai Yume (яп. 長い夢 Нагай юмэ, букв. «Долгий сон») — манга в жанре хоррор, созданная Дзюндзи Ито, изначально входившая в сборник «Коллекция ужасов Дзюндзи Ито». В 2000 году вышла часовая японская киноадаптация манги. Режиссером этой адаптации был Хигучинский, чья экранизация манги Uzumaki была выпущена ранее в том же году. В 2018 году манга «Долгий сон» была повторно адаптирована во втором сегменте второго эпизода аниме-антологии «Коллекция Дзюндзи Ито».

## Сюжет
К доктору Куроде, известному нейрохирургу, поступает пациент по имени Тэцуро Мукода, жалующийся на всё более и более продолжительные сны. Доктор Курода относится к этому скептически, хотя его ассистент, доктор Ямаути, считает, что в жалобах Мукоды есть доля правды. Другой пациент больницы, Мами Такэсима, которая была госпитализирована для лечения доброкачественной опухоли, начинает испытывать повышенный страх смерти и переживает мучительную встречу с Мукодой, который по ночам бродит по коридорам, боясь заснуть.
Хотя доктор Курода по-прежнему считает, что симптомы Мукоды — всего лишь галлюцинации, он соглашается подробно изучить его случай. Используя электроэнцефалографию, Курода обнаруживает, что, когда Мукода спит, у него бывают короткие периоды, когда он входит в сон с быстрым движением глаз, охватывающий всего несколько секунд за раз. В этот период его мозговые волны становятся беспорядочными, а глаза бешено мечутся, затем внезапно останавливаясь. В этот краткий момент быстрого сна он находится в глубине своего состояния.
С каждой ночью воспринимаемая продолжительность снов Мукоды постепенно увеличивается до нескольких месяцев, лет, десятилетий, а затем и до столетий, а переживания, которые он испытывает во время сновидений, становятся чрезвычайно неприятны. Сны Мукоды столь продолжительны, что после каждого пробуждения он начинает страдать от всё более сильной амнезии, забывая кто он. Доктор Курода часто должен напоминать ему, кто он и почему его положили в больницу. Состояние Мукоды со временем ухудшается. Он продолжает страдать от своих долгих снов и в конечном итоге претерпевает серьезные психические и физические изменения. Похоже, что Мукода действительно проживает столько времени, сколько длятся его сны. В конце концов, Мукода поверил, что Такэсима — это его жена из мира снов. Однажды после пробуждения сильно изменившийся Мукода обвиняет Куроду в попытке вмешаться в их «отношения». Оттолкнув доктора, он бежит в комнату Мами вместе с Куродой по горячим следам. В ужасе Мами принимает Мукоду за Смерть, но затем Курода останавливает пациента. Когда Мукода наконец приходит в себя, он спрашивает: «Интересно, что произойдет с человеком, который пробудится от вечного сна?» Состояние Мукоды продолжает ухудшаться, и в конце концов он видит вечный сон. Когда вечный сон Мукоды заканчивается, его тело рассыпается в пыль, оставляя после себя странные красные кристаллы.
Вскоре после этого Такэсима признается Ямаути, что её страх смерти уменьшается, но она тоже начинает испытывать долгие сны. Опасаясь, что болезнь, от которой страдал Мукода, может быть заразной, Ямаути консультируется по этому поводу с Куродой, который признаёт, что догадался, что именно красные кристаллы были причиной необычной болезни Мукоды, и тайно использовал их на Такэсиме. Ямаути пришёл в ужас, заявив, что это оскверняет души умирающих, но доктор Курода считает, что у людей больше не будет причин бояться смерти, если у них вместо этого будет возможность видеть вечные сны.

### Альтернативная концовка фильма 2000 года
В экранизации 2000 года развитие сюжета продолжается дальше и значительно отличается от концовки манги, на которой она была основана.